# Vòng đàm phán Uruguay
Vòng đàm phán Uruguay là một loạt các cuộc đàm phán thương mại nối tiếp nhau từ tháng 9 năm 1986 cho đến tháng 4 năm 1994. Đây là vòng đàm phán thứ tám của Hiệp định chung về Thuế quan và Thương mại (GATT) với sự tham gia của 125 nước. Vòng đàm phán này mang tính chất lịch sử vì nó đã chuyển GATT thành Tổ chức Thương mại Thế giới (WTO). Nó bắt đầu diễn ra tại Punta del Este, Uruguay (vì thế có tên là Vòng đàm phán Uruguay), tiếp theo là các cuộc đàm phán tại Montréal, Genève, Bruxelles, Washington, D.C. và Tokyo. Cuối cùng, các hiệp định của nó được ký trọn gói tại Marrakech, Maroc bao gồm một hiệp định về thành lập Tổ chức Thương mại Thế giới và các phụ lục đi kèm là các hiệp định quy định về các vấn đề khác nhau trong thương mại quốc tế.